# Fujioka Sakutarō

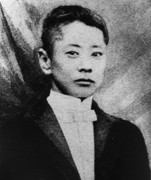
Fujioka Sakutarō

Fujioka Sakutarō (japanisch 藤岡 作太郎, führte die Künstlernamen Tōho (東圃), Kikatei (李花亭); geboren 15. August 1870 in Kanazawa (Präfektur Ishikawa); gestorben 3. Februar 1910 in Tokio) war ein japanischer Literaturwissenschaftler.

## Leben und Wirken
Fujioka Sakutarō absolvierte in Kanazawa die 4. Oberschule alter Art und machte 1894 seinen Studienabschluss an der Universität Tokio. 1900 wurde er Assistenzprofessor. 1905 wurde er mit der Arbeit „Kokubungaku zenshi“ (国文学全史 平安朝編) – etwa „Geschichte der Literaturwissenschaft – Die Zeit am Kaiserhof Heian“ – zum Dr. Phil. promoviert. Er war bekannt für seinen scharfsinnig-kritischen Stil und seine elegante Prosa.
Bereits 1895 hatte Fujioka, zusammen mit Hiraide Kōjrō (平出 鏗二郎; 1869–1911), „Nihon fūzoku-shi“ (日本風俗史), „Geschichte der japanischen Volkskunde“ publiziert. Es folgten 1903 „Kinsei kaiga-shi“ (近世絵画史), „Kokubungaku-shi kōwa“ (国文学史講話), „Gespräche zur Geschichte der Literatur“ (1908) und 1909 „Shōun Kōshō den“ (松雲公小伝), „Überlieferung zu Shōun Kōshō“.
Nach Fujiokas Tod erschienen 1915 „Kamakura-Muromachi-jidai bungaku-shi“ (鎌倉室町時代文学史), „Literaturgeschichte der Kamakura- und Muromachizeit“， 1917 „Kindai shosetsu-shi“ (近代小説史) sowie von 1946 bis 1955 „Fujioka Sakutarō chosaku-shū“ (藤岡作太郎著作集).